# Islington
Islington [ˈɪzlɪŋtən] ist ein Ortsteil in Nordlondon, Großbritannien. Es gehört zum Stadtbezirk London Borough of Islington und erstreckt sich von der Islington High Street bis zu Highbury Fields, um die Upper Street herum. Der Name wird mitunter auch verwendet für die Gebiete, die nah an der Upper Street liegen, z. B. Barnsbury und Canonbury.

## Charakter

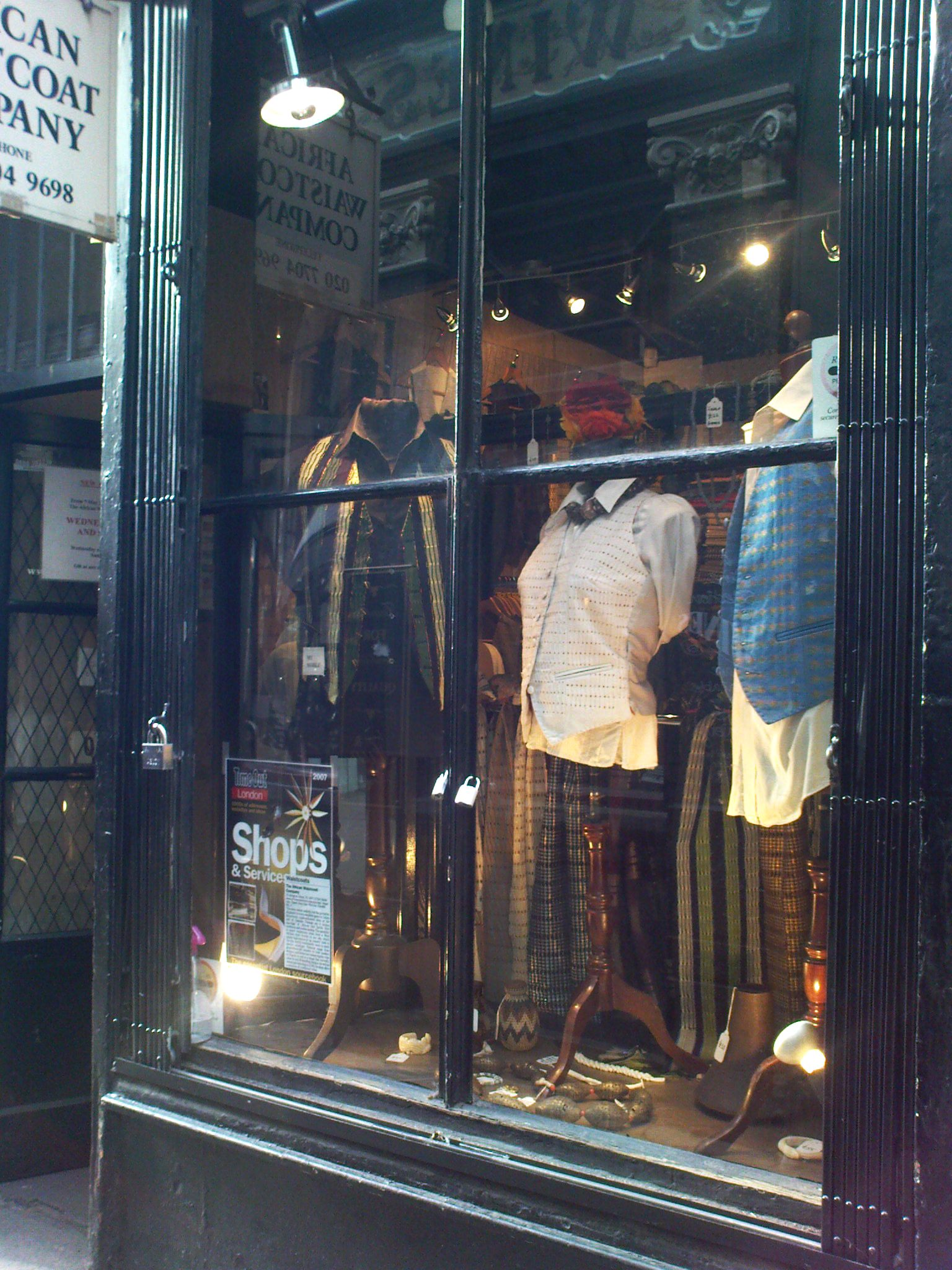
Laden in der Camden Passage

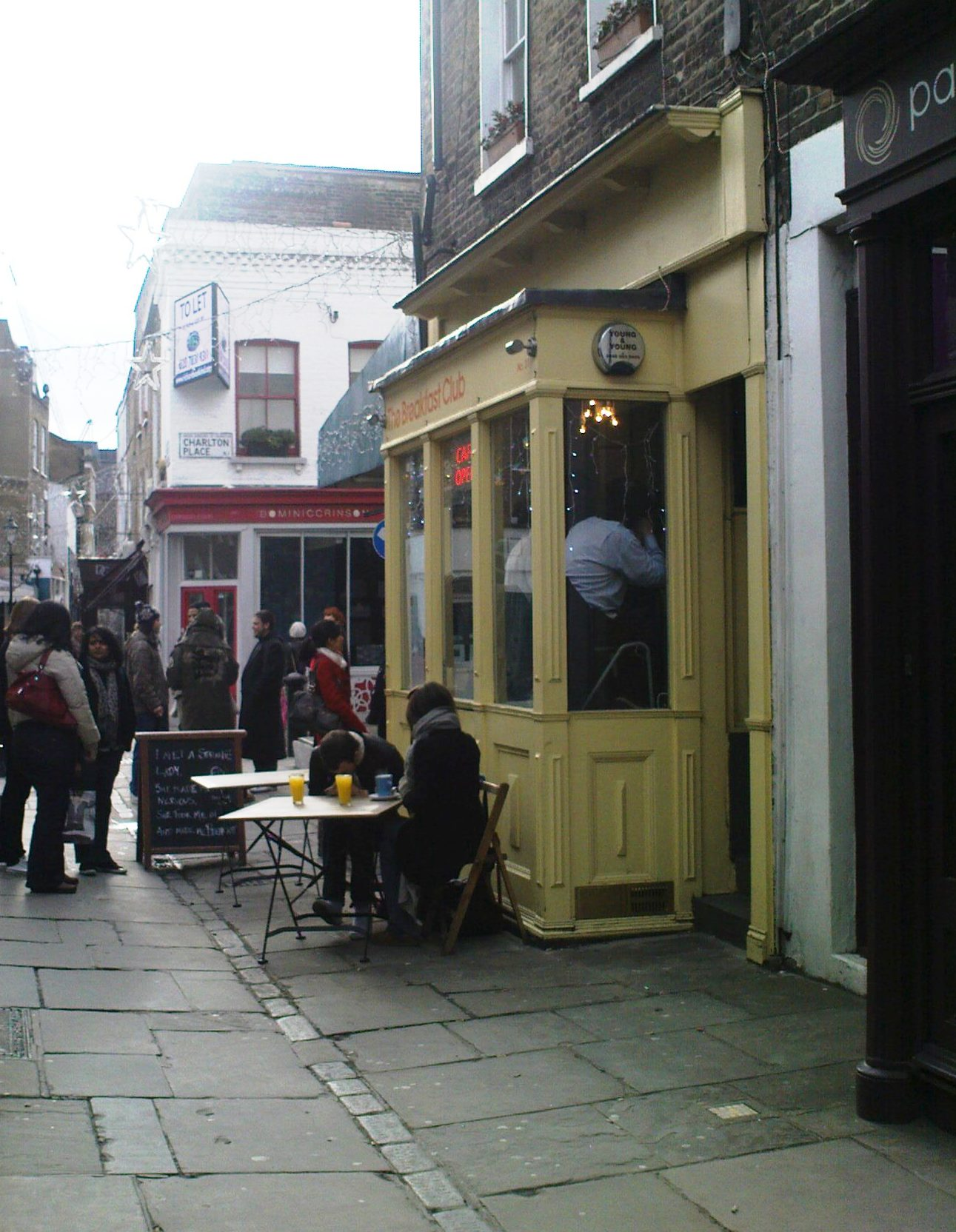
Straßenszene in Islington

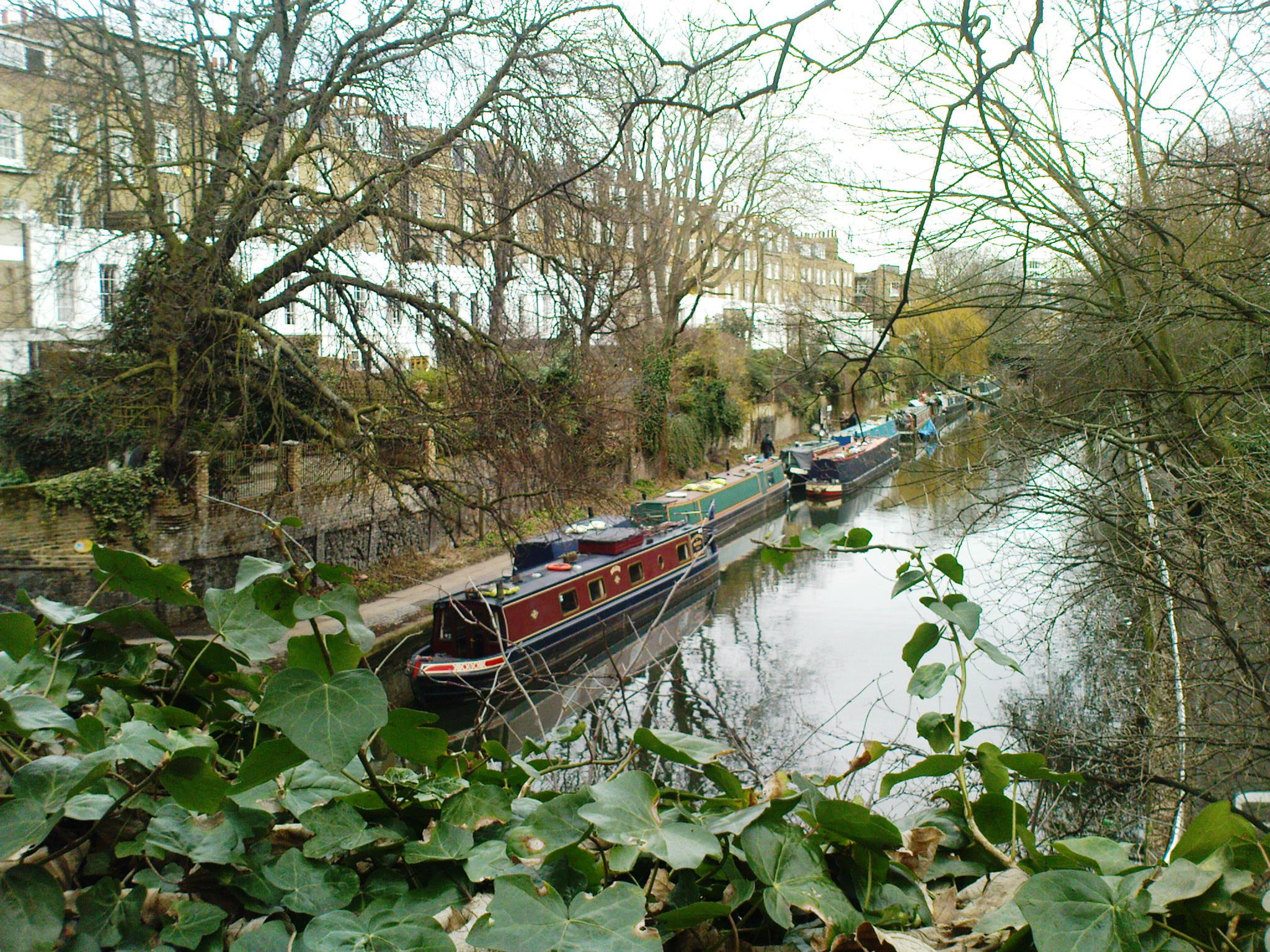
Regent’s Canal in Islington

Islington hat sich in den letzten Jahrzehnten zu einer beliebten Wohngegend für die wohlhabende Mittelschicht entwickelt. In der etwas versteckt liegenden Camden Passage befinden sich Antik- und Trödelläden. Aber auch Vintage-Kleidung, Künstlerbedarf, Graphiken, Drucke, Fotografien von Rockstars vergangener Jahre und biologische Lebensmittel kann man in Islington bekommen.
Besonders um die U-Bahn-Station Angel herum haben sich viele kleine Restaurants angesiedelt. Dort gibt es (über einem Pub) auch ein Theater, The Old Red Lion Theatre, in dem kleinere, unabhängige Produktionen zu sehen sind, sowie verschiedene Clubs, unter anderem den von Carsten Höller entworfenen Double Club, der westliche und kongolesische Kultur und Lebenskunst zu verbinden sucht.

## Geschichte
Heinrich VIII. besaß ein paar Jagdhäuser in diesem einst idyllischen Dorf, aber schon im 19. Jahrhundert war es bekannt für seine Geschäfte, Theater und Musikhallen. Um 1820 wurde der Regent’s Canal gebaut, und das bedeutete für Islington den Einzug industrieller Slums. Es wurde einer der ärmsten Stadtteile Londons. In den vergangenen Jahrzehnten wurde Islington jedoch gentrifiziert, so dass es nun mit seinen Georgianischen Plätzen und Viktorianischen Häusern eine hohe Attraktivität für die Bewohner besitzt.

## Etymologie
Das Gebiet des heutigen Stadtteils Islington wurde ursprünglich als Giseldone (1005) bezeichnet, was „die Düne (der Hügel) von Gisla“. Gisla ist ein alt-englischer Vorname. Um 1062 änderte sich die Bezeichnung in Gislandune (1062), später in Isledon, der bis zum 17. Jahrhundert benutzt wurde, als sich das heutige Islington durchsetzte.

## Erwähnungen in Kunst und Literatur
Islington wird in der zeitgenössischen englischen Literatur und in Filmen häufig erwähnt.
- Douglas Adams lebte in Islington und verwendete es oft als Ort für seine Romanhandlungen. Er benannte einen Charakter seines berühmten Per Anhalter durch die Galaxis nach einem örtlichen Immobilienhändler Hotblack Desiato.
- In Neil Gaimans Roman Niemalsland ist Islington ein Engel, der unterhalb von London lebt (Engel bedeutet im Englischen „Angel“, so wie die U-Bahn-Station vor Ort).
- Der Detektiv Inspektor Jury in den Romanen von Martha Grimes lebt in einem Haus in Islington.
- Das Stück Otherwise Engaged des Dramatikers Simon Gray ist in Islington angesiedelt.
- In der komischen Oper The Zoo, komponiert von Arthur Sullivan, sind zwei der Hauptcharaktere der „Duke of Islington“ und seine Geliebte, die er bittet, die Herzogin von Islington zu werden.
- Nick Hornbys Buch und der spätere Film About a Boy sowie sein Roman SLAM spielen in Islington.
- Der Film Tagebuch eines Skandals nach dem Roman von Zoë Heller spielt in Islington.
- Das Lied Fugazi (1984) von Marillion erwähnt den Stadtteil wie folgt: The thief of Baghdad hides in Islington now – Praying deportation for his sacred cow.
- Teile der Harry-Potter-Reihe spielen in Islington. Hier befindet sich das Hauptquartier des „Orden des Phönix“, der „Grimmauldplatz Nr. 12“. Der „Claremont Square“ diente in den Harry-Potter-Filmen als Drehort, wobei jedoch einige Aufnahmen im Studio entstanden.
- Der Stadtteil Islington findet auch Erwähnung in den Büchern von James Bowen, z. B. in Bob, der Streuner und Bob und wie er die Welt sieht.

## Nahegelegene Orte
- Stadtteil Barnsbury
- Stadtteil Canonbury
- Finsbury
- Stadtteil Highbury
- Stadtteil Holloway
- Stadtteil Hoxton
- Stadtteil Pentonville
- St Luke’s

## Verkehr
Islington ist gut mit öffentlichen Verkehrsmitteln erreichbar. Ein wichtiger Umsteigepunkt für Busse ist die U-Bahn-Station Angel.
Nahegelegene U-Bahn-Stationen:
- Angel

Nahegelegene Bahnhöfe:
- Essex Road
- Highbury & Islington

## Persönlichkeiten
- Frederick Timpson I'Ons (1802–1887), britisch-südafrikanischer Maler
- Alfred Kennerley (1810 oder 1811–1897), australischer Politiker
- Charles Douglas Richardson (1853–1932), anglo-australischer Maler, Grafiker, Bildhauer und Kunstakademielehrer
- Alfred Drury (1856–1944), Bildhauer
- Julius Olsson (1864–1942), schwedisch-britischer Marinemaler
- Rose Simmonds (1877–1960), australische Fotografin
- Gertrude Lintz (1880–1968), Hundezüchterin und Halterin von Menschenaffen
- Victor Benjamin Neuburg (1883–1940), Dichter und Schriftsteller
- Kenneth Western (1899–1963), Entertainer
- Paul Daneman (1925–2001), Schauspieler
- Tony Hadley (* 1960), Popsänger
- David Arthur Waller (* 1961), Geistlicher, ernannter römisch-katholischer Bischof und Ordinarius des Personalordinariats Unserer Lieben Frau von Walsingham
- Eddie McGoldrick (* 1965), irischer Fußballspieler
- Bonamy Grimes (* 1971), Unternehmer und Automobilrennfahrer
- Jonny Buckland (* 1977), Musiker
- Adebayo Akinfenwa (* 1982), Fußballspieler
- Eloise Smyth (* 1995), Schauspielerin
- Samuel Iling-Junior (* 2003), Fußballspieler
- Myles Lewis-Skelly (* 2006), Fußballspieler